# Tharrawaddy Min
Tharrawaddy Min (Amarapura, 14 mars 1787 - 17 novembre 1846) (birman သာယာဝတီမင္‌း) fut le huitième roi (1837–1846) de la dynastie Konbaung de Birmanie. Il rejeta le traité de Yandabo signé par son prédécesseur et faillit entrer en guerre contre les britanniques.
Né Maung Khaing, petit-fils du roi Bodawpaya et frère cadet du roi Bagyidaw, il fut nommé héritier en 1819. Prince de Tharrawaddy (une ville près de Pégou), il combattit durant la première des guerres anglo-birmanes (1823-1826), sous le règne de son frère. Vers la fin du règne de celui-ci, en 1837, il s'enfuit à Shwebo, berceau de la dynastie, et se révolta contre lui.
Bagyidaw fut contraint d'abdiquer en sa faveur. Tharrawaddy fit exécuter la reine Nanmadaw Me Nu et son frère Minthagyi Maung O, ainsi que le fils unique de Bagyidaw. Il fut couronné roi en 1840. La princesse Min Myat Shwe, une petite-fille d'Hsinbyushin qu'il avait épousée en 1809, fut couronnée reine principale (Nanmadaw Mibaya Hkaungyi).
En 1841, Tharrawaddy offrit une cloche de 42 tonnes, la Maha Tissada Gandha (grande sonnerie à trois tons) et 20 kg de feuilles d'or à la pagode Shwedagon à Rangoun.
Son règne fut parcouru de rumeurs de guerre avec les britanniques, qui avaient ajouté l'Arakan et le Tenasserim à leurs possessions. La seconde guerre anglo-birmane n'éclata cependant qu'en 1852, sous le règne de son fils Pagan Min.